# Mustafa Dogan
Mustafa Dogan est un footballeur allemand d'origine turque né le 1er janvier 1976 à Yalvaç en Turquie.

## Carrière
- 1993-1995 : Bayer Uerdingen  Allemagne
- 1995-1996 : KFC Uerdingen 05  Allemagne
- 1996-2003 : Fenerbahçe  Turquie
- 2003-2004 : FC Cologne  Allemagne
- 2004-2007 : Beşiktaş  Turquie[1]

## Palmarès
- 2 sélections et 0 but avec l'équipe d'Allemagne en 1999
- Champion de Turquie en 2001 avec Fenerbahçe
- Vainqueur de la Coupe de Turquie en 2006 et 2007 avec Beşiktaş
- Finaliste de la Coupe de Turquie en 2001 avec Fenerbahçe